# Hans Neubert (Maler)

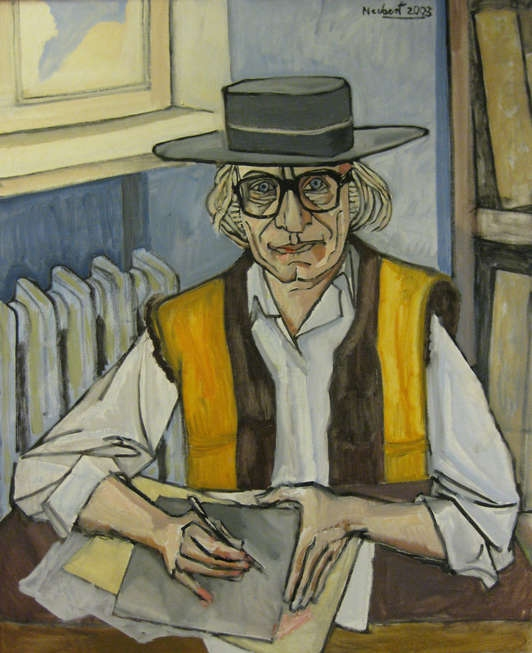
„Selbstbildnis“ (2003) von Hans Neubert

Hans Neubert (* 6. August 1924 in Dresden; † 30. September 2011 in Feldafing) war ein deutscher Maler und Grafiker, vor allem bekannt durch seine Porträts („Menschenbilder“) und Landschaftsbilder.

## Biografie

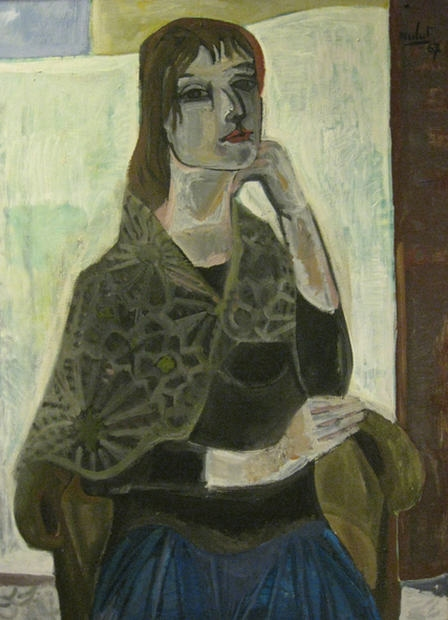
„Barbara“ (1967) von Hans Neubert. Porträt der Schauspielerin Barbara Neubert, geborene Simon

Hans Neubert beschäftigte sich schon in jungen Jahren autodidaktisch mit Bildender Kunst und setzte sich während ausgedehnter Besuche in der Dresdner Gemäldegalerie intensiv mit den Werken alter Meister wie Tizian, Rubens und Rembrandt auseinander. 1941/1942 studierte er – nach einer Lithografenlehre in dem  Verlag Meinhold & Söhne – kurzzeitig bei Ernst Richard Dietze (1880–1961) an der Akademie der Bildenden Künste in Dresden. 1942 wurde er zur Wehrmacht einberufen und geriet während des Zweiten Weltkrieges in Gefangenschaft, die er teils in ehemaligen Konzentrationslagern verbringen musste. Begegnungen dieser Jahre, die den Künstler nach Norwegen, Polen, Russland und in die Slowakei führten, hielt er in mehreren Skizzenbüchern fest.

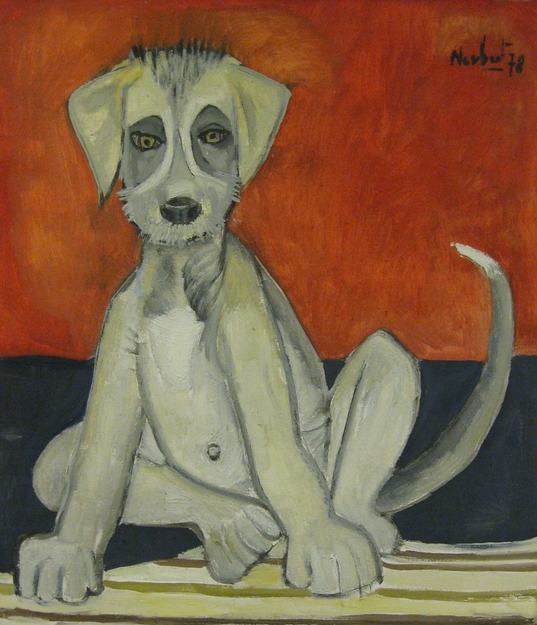
„Der kleine große Cormak“ (1978) von Hans Neubert

Nach Krieg und Gefangenschaft nahm Neubert von 1947 bis 1949 wieder die Studien an der Kunstakademie in Dresden auf. Zu seinen Lehrern zählten Reinhold Langner (1905–1957) und Max Erich Nicola (1889–1958). Ohne Abschluss machte sich Neubert dann als Maler und Grafiker in Dresden selbständig. Es entstanden beispielsweise 10 Wandbilder für das Friedrich-Loeffler-Institut auf der Insel Riems, die sich in einmaliger Weise künstlerisch mit dem Thema Virologie befassen. Ferner illustrierte Neubert in dieser Zeit mehrere Bücher, von denen der Afrika-Band Wo die Nashörner suhlen als eines der schönsten Bücher des Jahres 1959 ausgezeichnet wurde. 1958 unternahm er eine Studienreise in die Schweiz, wo unter anderem ein Porträt von dem Schriftsteller Hermann Hesse entstand. Andere Bildnisse dieser Jahre zeigen den Dirigenten Kurt Masur sowie die Pianisten Arthur Rubinstein und Wladimir Horowitz; diese Werke, aber auch die Porträts der Sänger Elvis Presley, Billie Holiday und Michael Jackson zeugen von Neuberts ausgeprägter Leidenschaft für die Welt der Musik.

Neubert war Mitglied des Verbands Bildender Künstler der DDR. 

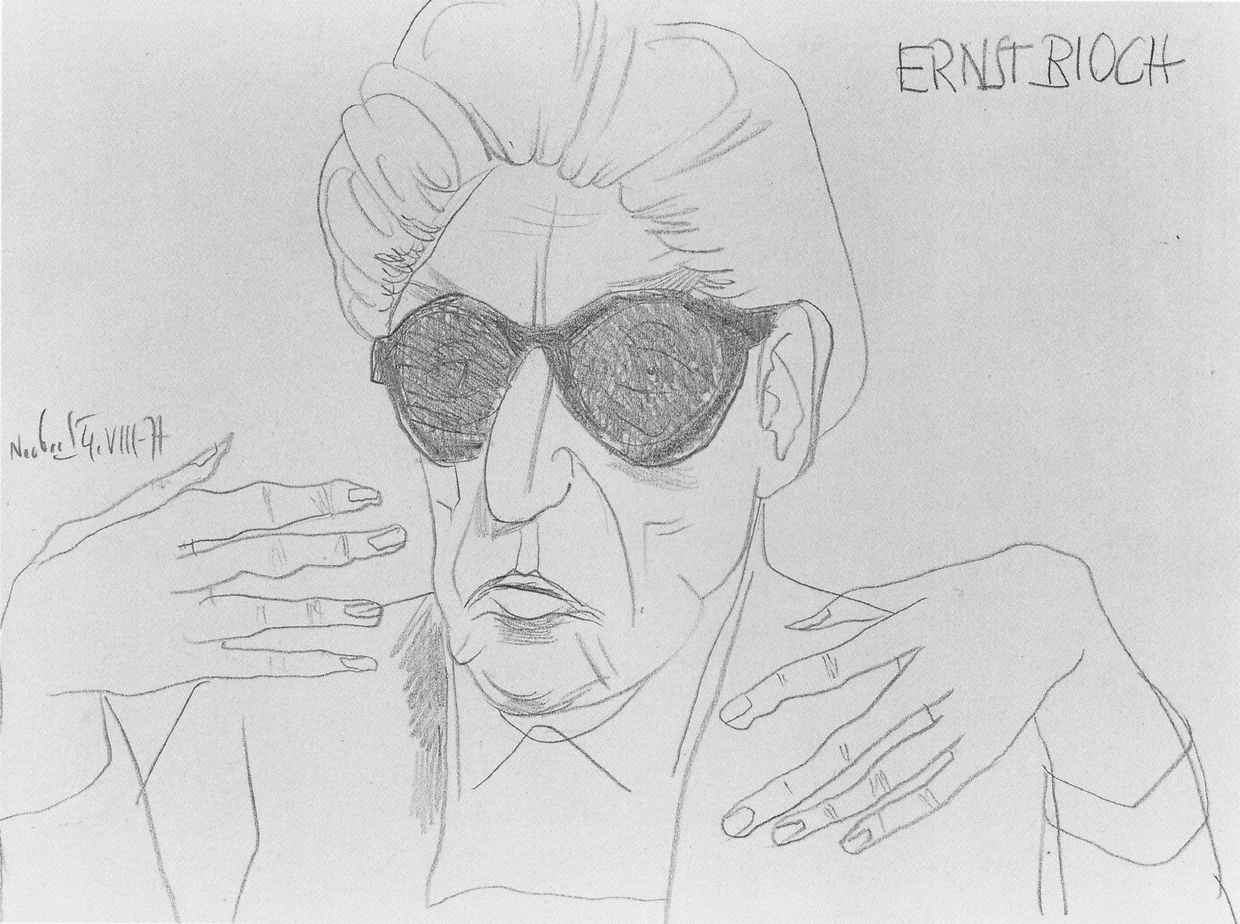
„Ernst Bloch“ (1977) von Hans Neubert

1961, kurz nach seiner Heirat mit der Schauspielerin Barbara Simon, übersiedelte er nach West-Berlin. Von dort aus brachten ihn weitere Studienreisen nach Frankreich und Spanien. Seit 1969 lebte und arbeitete er in dem kleinen bayerischen Dorf Pähl nahe dem Ammersee.

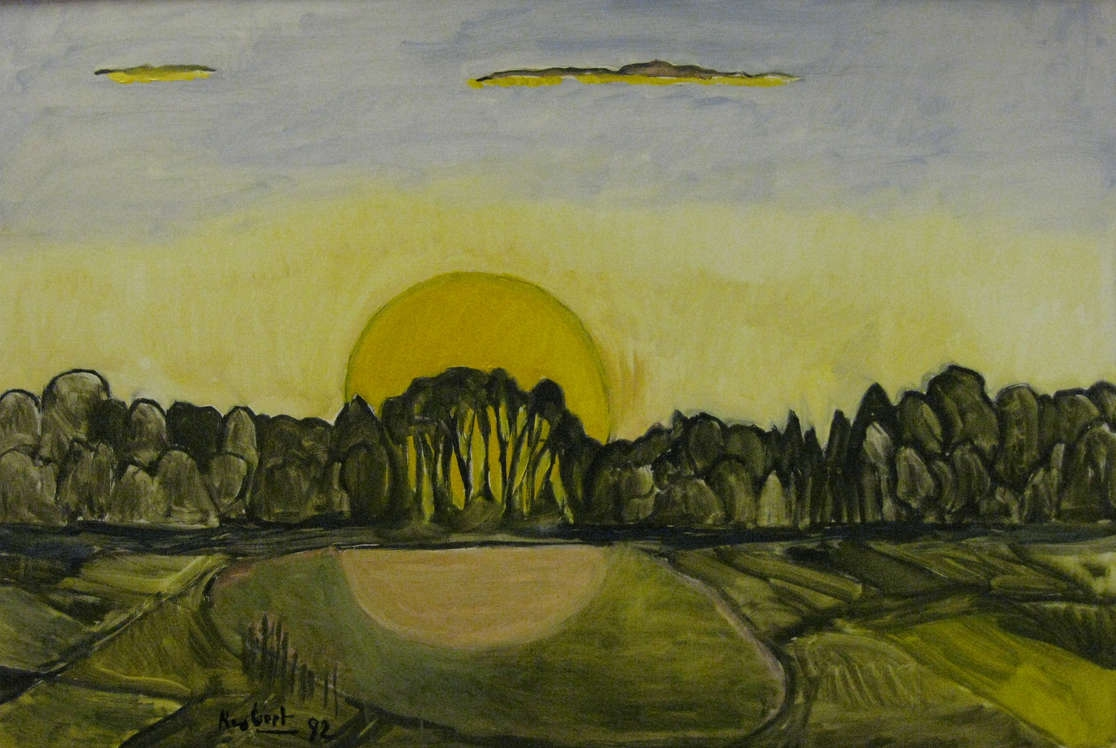
„Untergehende Sonne“ (1992) von Hans Neubert

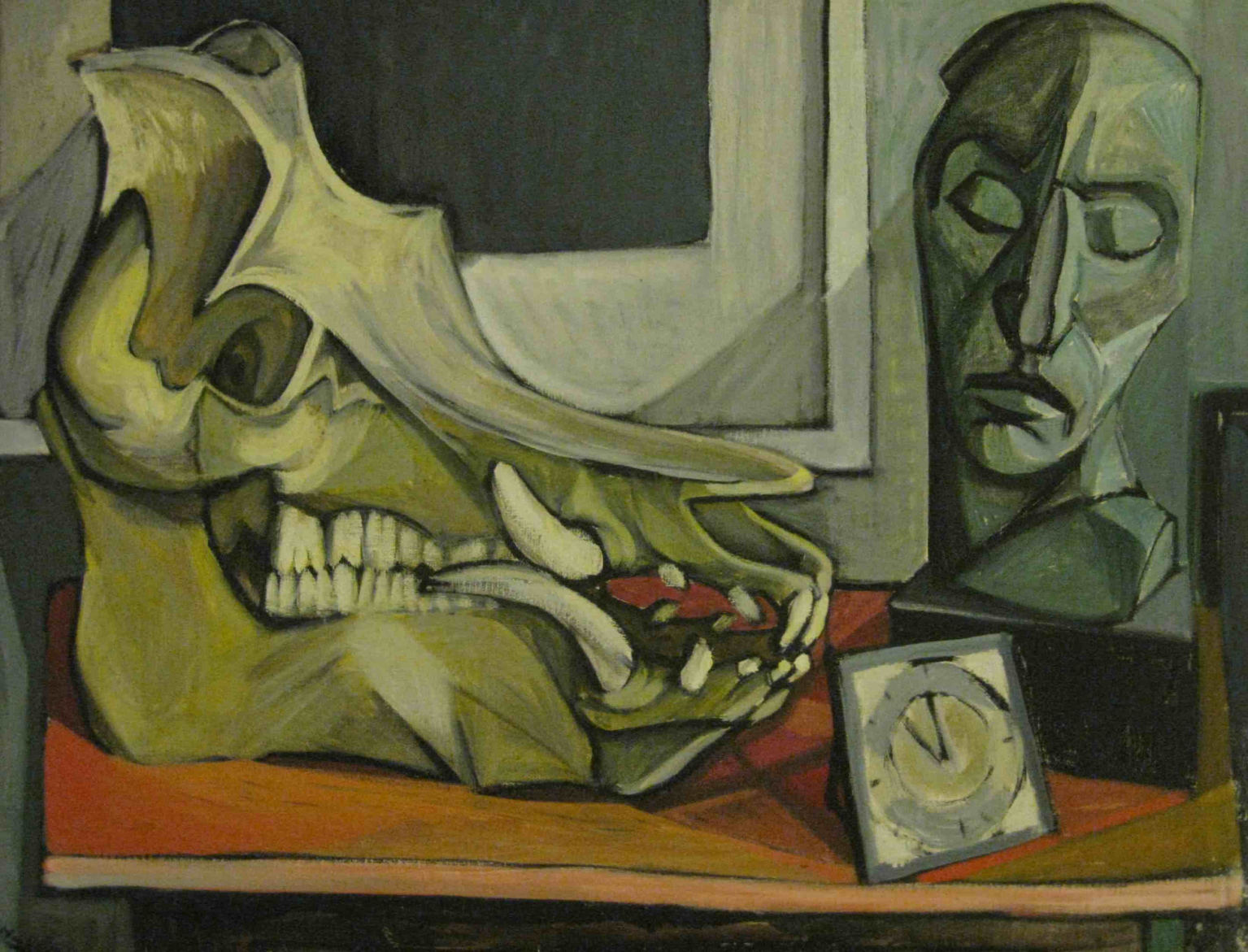
„Eberschädel, Plastik und Uhr“ (1959) von Hans Neubert

Neubert war ein Einzelgänger, der sich zeitlebens künstlerischen oder auch politischen Diktaten, Strömungen und Moden verweigert hat. Dennoch gab es für ihn prägende Vorbilder; wegweisend waren nicht nur die alten Meister, die er in Dresden studierte, sondern auch zeitgenössische Künstler wie Max Beckmann, Pablo Picasso und Oskar Kokoschka.

## Fotografische Darstellung Neuberts
- Li Naewiger: Porträt Hans Neubert (um 1950)[1]

## Werke (Auswahl)

### Gemälde (Auswahl, chronologisch)
- Hinter dem Zirkus, Öl, 1955
- Kinder-Karneval groß, Öl, 1955
- Kinder-Karneval klein, Öl, 1956
- Marcel Marceau, Öl, 1956
- Schneestraße, Öl, 1956
- Vier ernste Bilder: Das letzte Gespräch mit sich selbst – Barmherzigkeit – Genesung – Tod, Triptychon mit Predella, Öl, 1956
- Sinn und Praxis der Virologie, 10 Wandbilder für das Friedrich-Loeffler-Institut auf der Insel Riems, 1957–1960
- Bildnis des Psychiaters Hanns Schwarz, 1957 (im Pommerschen Landesmuseum in Greifswald)
- Hermann Hesse, Öl, 1958
- Eberschädel, Plastik und Uhr, Öl, 1959
- Baum mit Mond, Öl, 1961/1962
- Tausendjähriger Olivenbaum, Öl, 1963
- Der Clown und der Tod, Öl, 1963
- Die blaue Sonne, Öl, 1966
- Alte Olive Mallorca, Öl, 1966/1968
- Barbara, Öl, 1967
- Mädchen mit Zigarette, Öl, 1967
- 6 Blaue Bilder, Öl, 1977/1978
- Der kleine große Cormak, Öl, 1978
- Marcel Marceau. Bip und der Schmetterling, Öl, 1980
- Große Fichte und Sonne, Öl, 1989/1990
- Untergehende Sonne, Öl, 1992
- Horowitz, Öl, 1998
- Großer Ahornboden, Öl, 2000
- Selbstbildnis, Öl, 2003

### Buchillustrationen
- Fritz Gay: Streit in Pinguinea. Ein Schattenspiel. VEB Friedrich Hofmeister, Leipzig 1956
- Kurt Tucholsky: Vier Szenen für das Kabarett. VEB Friedrich Hofmeister, Leipzig 1956
- Wolfgang Ullrich: Afrika, einmal nicht über Kimme und Korn gesehen. Neumann Verlag, Dresden 1956
- Conrad Ferdinand Meyer: Firnelicht. Auswahl aus seinem Werk. Union Verlag VOB, Berlin 1957
- Wolfgang Ullrich: Wenn die Giraffen zur Tränke ziehn. Neumann Verlag, Dresden 1958
- Wolfgang Ullrich: Wo die Nashörner suhlen. Neumann Verlag, Dresden 1959

## Ausstellungen (Auswahl)
- 1954 Dresden, Albertinum („Gebietsausstellung Dresdner Künstler“)
- 1955 Dresden, Galerie Kühl
- 1956 Dresden, Albertinum („Kunstausstellung Dresdner und Stuttgarter Künstler“)
- 1956 Bernburg (Saale), Museum im Schloss
- 1956 Dessau, Staatliche Gemäldegalerie
- 1957 Berlin, Ausstellungspavillon Werderstraße („Junge Künstler der DDR“)
- 1957 Zwickau, Kunsthandlung Liebig
- 1957 Görlitz, Städtische Kunstsammlung
- 1957 Magdeburg, Kulturhistorisches Museum
- 1957 Stralsund, Kulturhistorisches Museum
- 1957 Greifswald, Heimatmuseum
- 1957 Zwickau, Kunsthandlung Liebig
- 1958 Berlin, Deutsche Akademie der Künste (Jahresausstellung)
- 1958 Dresden, Vierte Deutsche Kunstausstellung
- 1967 Berlin, Galerie Verein Berliner Künstler
- 1989 Frankfurt am Main, Art Antique ("Klassische Moderne")
- 1991 Berlin, Neumeister
- 1994 Germering, Hartgalerie
- 1997 Dresden, Akademie der bildenden Künste
- 2002 Herrsching am Ammersee, Galerie der Bildungsstätte des Bayerischen Bauernverbandes
- 2009/2010 Starnberg, Kreissparkasse München Starnberg